# 丸尾文治
丸尾 文治（まるお ぶんじ、1917年 - 2015年1月5日）は、日本の生物学者（生化学・分子生物学・農芸化学）、教育者。勲等は勲三等。学位は農学博士（東京大学・1954年）。東京大学名誉教授、社団法人日本生化学会名誉会員。
片倉製糸紡績株式会社での勤務を経て、東京帝国大学農学部助手、東京大学農学部助教授、東京大学応用微生物研究所教授、社団法人日本生化学会会長（第26代）、東京大学応用微生物研究所所長、東京大学評議員、日本大学農獣医学部教授、日本大学農獣医学部次長、埼玉第一高等学校校長（第3代）などを歴任した。

## 概要
生化学、分子生物学、農芸化学などを専攻する静岡県出身の生物学者である。枯草菌の酵素に関する研究が知られており、α-アミラーゼの生成を制御する7つの遺伝子を特定し、それらを組み合わせることで生産性を従来の数千倍にまで向上させた。また、生体に必須な燐脂質であるホスファチジルグリセロールを世界で初めて発見したことでも知られている。さらに、小林恒夫とともにイソアミラーゼを世界で初めて発見したことでも知られている。日本生化学会の会長を務めるなど、日本の生命科学の発展に寄与した。母校である東京帝国大学の農学部に奉職し、東京大学に改組されてからも農学部や応用微生物研究所にて教鞭を執った。東京大学を定年退職して以降は、日本大学の農獣医学部にて後進を育てた。また、埼玉第一高等学校では校長に就任するなど、教育者としての一面を持つ。

## 来歴

### 生い立ち

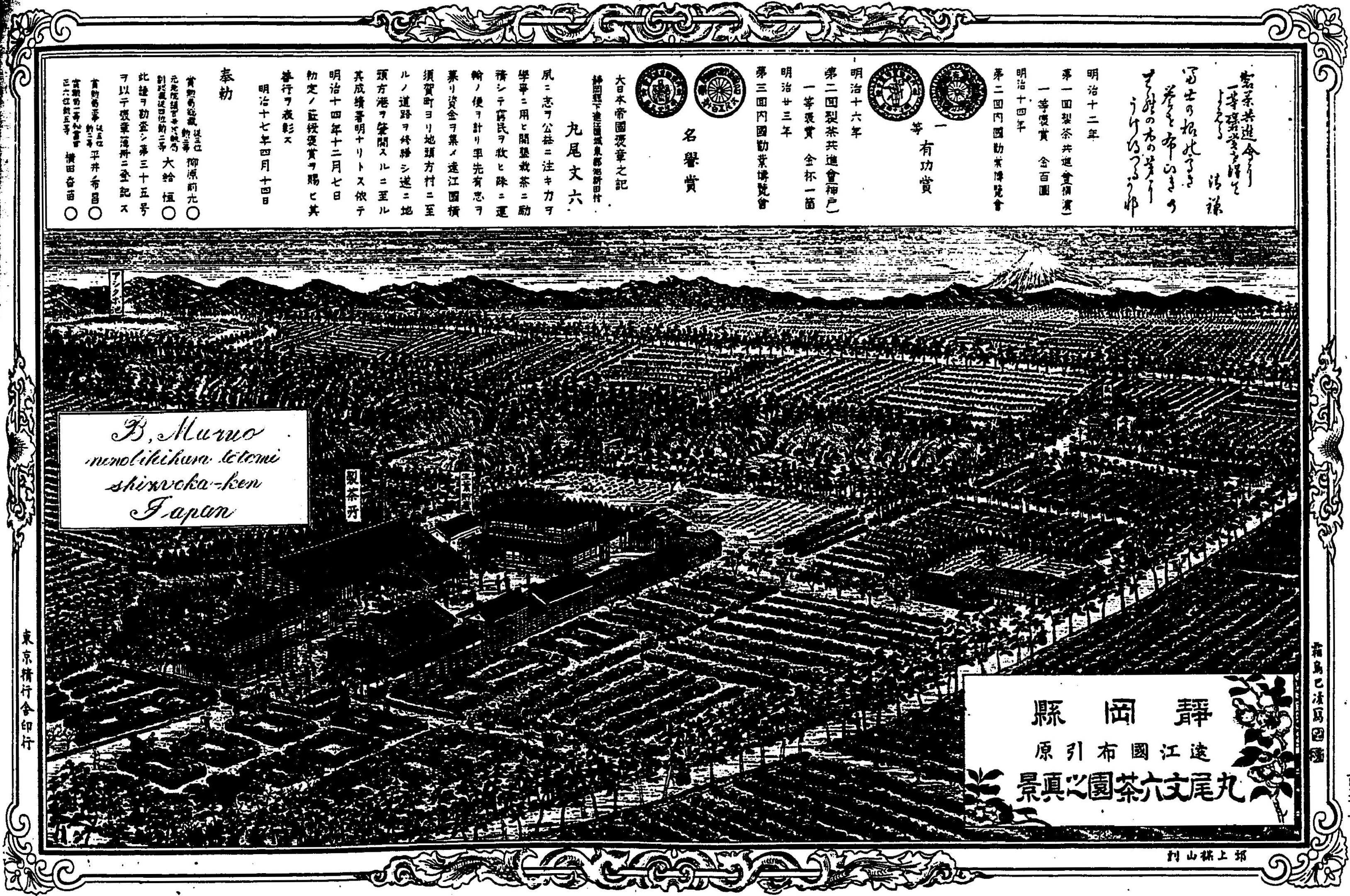
『日本博覧圖――靜岡縣』に掲載された牧ノ原台地の丸尾家の茶園と建屋

1917年、静岡県の牧ノ原台地に所在する丸尾家の邸宅で生まれた。文治の曾祖父の丸尾文六は川越人足らを率いて牧ノ原台地を開墾した実業家、政治家であり、文治が生まれた邸宅はかつて開墾時に丸尾家の開拓事務所として使われていた建屋である。文治の父である丸尾文雄は牧ノ原台地にある静岡県立農事試験場茶業部に勤務しており、かつての開拓事務所を自宅として利用していたためである。
旧制静岡県立静岡中学校、旧制静岡高等学校を経て、上京し父の母校である東京帝国大学に進学し、農学部の農芸化学科にて学んだ。1940年3月、東京帝国大学を卒業した。なお、後年になって「澱粉合成機構に関する生物化学的研究」と題した博士論文を執筆しており、1954年2月3日に東京大学より農学博士の学位が授与された。

### 研究者として
大学卒業後は片倉製糸紡績に入社した。1941年3月、母校である東京帝国大学に採用され、農学部の副手を務めることになった。農学部においては、主として農芸化学科の講義を担当することになり、生物化学教室を受け持った。しかし、同年12月に太平洋戦争が勃発するなど、学究活動に専念しづらい時期が続いた。終戦後の1946年6月、東京帝国大学にて農学部の助手に昇任した。1947年9月、東京帝国大学は東京大学に改組されたが、引き続き農学部にて助手として勤務した。
1950年3月、東京大学にて農学部の助教授に昇任した。なお、農学部で教鞭を執っていた間には、松橋通生らの卒業論文を指導した。1953年、応用微生物研究所の発足に伴い配置換えとなり、そちらでの助教授が本務となった。教授の赤堀四郎、助教授の高橋甫、助手の野村眞康、同じく三井宏美とともに、第五研究部を受け持った。なお、赤堀は大阪大学理学部教授との併任である。1956年8月から1958年6月にかけては、アメリカ合衆国のペンシルベニア州立大学に留学していた。ペンシルベニア州立大学においては、生物学者のアンドリュー・ベンソンから指導を受けた。日本に帰国後の1958年8月、東京大学にて応用微生物研究所の教授に昇任した。引き続き助教授の高橋甫、助手の野村眞康、同じく三井宏美とともに、第五研究部を受け持った。その後、丸尾が教授を務めている間に、第五研究部には助教授として宮野真光、松橋通生、渋谷勲らが配属され、助手としては細田淳子、渋谷勲、ヘレン・ホワイトリー、水野重樹、長田嘉穂、山根國男らが配属されるなど、人員構成は随時変遷した。そのうち松橋、細田、水野、長田は、丸尾のかつての門下生であった。なお、応用微生物研究所で教鞭を執っていた間には、西村暹、山口和男、榊佳之など、大学院生を指導した。丸尾が率いた第五研究部は、およそ30名の大学教授を輩出している。
1970年11月から1971年8月にかけては、東京大学の応用微生物研究所にて所長を務めるとともに、東京大学の評議員も務めることになった。また、東京大学での勤務の傍ら、九州大学の農学部などで講師を非常勤で兼任していた。1978年4月、東京大学を定年退職した。第五研究部は教授の大石道生、助教授の長田嘉穂、助手の野村慎太郎、同じく西森克彦によって引き継がれた。そのうち大石、長田、野村は、丸尾のかつての門下生であった。
その後は日本大学に転じ、農獣医学部にて教授に就任した。農獣医学部においては、主として農芸化学科の講義を担当した。また、日本大学では農獣医学部の次長にも就任した。なお、これまでの業績が評価され、古巣である東京大学より名誉教授の称号が贈られている。
1988年には埼玉第一高等学校の校長に就任することになり、吉原恒治の後任として同年4月に着任した。1995年に退任したが、後任には小出勇吉が就いた。また、これまでの国家に対する功績が評価され、1990年には勲三等旭日中綬章を受章している。2015年1月5日に死去した。

## 研究

ホスファチジルグリセロールの生合成

専門は生物学であり、特に生化学、分子生物学、農芸化学といった生命科学に関する分野の研究に従事した。分子生物学や遺伝学の見地から微生物の酵素に関する研究に取り組んだことから、遺伝子工学の先駆者として評価されている。具体的には、α-アミラーゼの生成を制御する7つの遺伝子を特定し、それらを組み合わせることで従来の数千倍となる生産性を実現した。また「微生物による酵素生成とその制御の機構に関する研究」においては、生命科学の基礎的研究における独創性が評価され、日本農芸化学会から1976年度の鈴木賞が授与された。
また、生体に必須な燐脂質であるホスファチジルグリセロールを世界で初めて発見したことでも知られている。アメリカ合衆国に留学していた頃、二次元ペーパークロマトグラフィーを応用したオートラジオグラムによりホスファチジルグリセルロールを発見した。この研究成果は「Plant phospholipids I. Identification of the phosphatidyl glycerols」と題した論文に纏められ、アンドリュー・ベンソンとの連名で『Biochimica et Biophysica Acta』誌上に発表された。のちにこの論文は、当該分野において最も多く引用される論文の一つとして知られるようになる。さらに、小林恒夫とともにイソアミラーゼを世界で初めて発見したことでも知られている。
学術団体としては、日本生化学会、日本農芸化学会、日本アイソトープ協会、日本植物生理学会、などに所属した。日本生化学会においては会長を務めるなど、各団体の役職なども歴任した。1982年度には日本生化学会の名誉会員に推薦されている。

## 人物

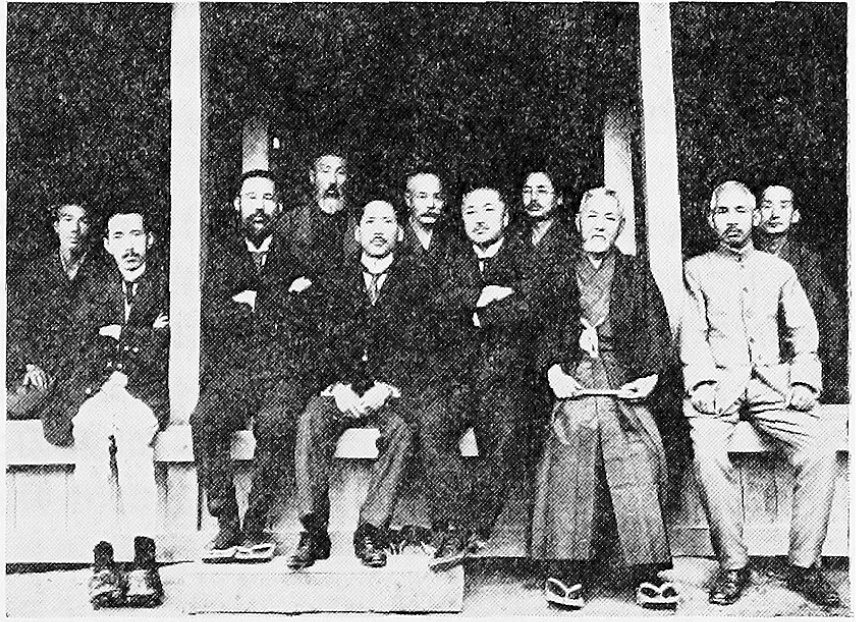
前列左3人目から東京帝国大学農学部教授鈴木梅太郎、李王職次官篠田治策、丸尾文治の祖父である丸尾鎌三郎

文治の曾祖父である丸尾文六は私塾を創設しており、農芸化学者の鈴木梅太郎もその塾の出身者の一人である。このような繋がりから、丸尾家と鈴木は縁が深かった。文六ら丸尾家は遠江国城東郡池新田村の出身であり、鈴木は近隣の浜松県榛原郡堀野新田村の出身である。そのため、文治は幼いころから鈴木の逸話を度々聴かされており、子供心に「大先生である」と感じていた。鈴木は長年に渡って東京帝国大学で教鞭を執っていたが、文治が入学したころには理化学研究所に転じていた。そのため、文治は学生時代に鈴木の講義を直接聴いていたわけではないが、鈴木は帰郷すると文治の祖父の丸尾鎌三郎の下を訪問するなど、交流が深かった。そのため、有山恒、川上行藏、江本榮により鈴木を回顧する座談会が開かれた際には、文治が司会を務めている。
また、東京大学応用微生物研究所の発足に際して、文治とともに第五研究部を受け持った赤堀四郎は静岡県小笠郡千浜村の出身であり、やはり近隣の出身である。そのため、農芸化学者の二国二郎が鈴木梅太郎と赤堀四郎の故郷を取材旅行した際には、丸尾が案内役として同行している。

## 家族・親族
丸尾文治の曾祖父の丸尾文六は実業家であり、のちに静岡県会議長や衆議院議員などを歴任した。文治の祖父の丸尾鎌三郎は、池新田村の村長などを歴任した。文治の父である丸尾文雄は農学者であった。また、文治のいとこの水野成夫はフジテレビジョンの初代社長を経て産業経済新聞社の社長を務め、財界四天王の一人と謳われた。文治の従甥の水野誠一は西武百貨店の社長を経て、参議院議員となった。文治の曾祖叔父の丸尾徳三郎は、丸尾家から分家し、池新田郵便局の初代局長を務めた。また、徳三郎の孫娘と結婚した丸尾謙二は笠南公民実業学校の校長を務めていたが、自らの私有地を提供して池新田村外九か村組合立池新田農学校の設立に尽力し、その初代校長に就任した。のちに静岡県議会議員に選出され、文六と同じく議長も務めた。
- 丸尾文右衛門（高祖父） - 農家
- 丸尾文六（曾祖父） - 政治家[19]
- 丸尾徳三郎（曾祖叔父） - 郵政職員[24]
- 丸尾鎌三郎（祖父） - 政治家[17][23]
- 丸尾文雄（父） - 農学者[6]
- 水野彦次郎（義おじ） - 政治家
- 水野彦治郎（いとこ） - 政治家
- 水野成夫（いとこ） - 実業家[23]
- 水野誠一（従甥） - 政治家
- 水野惣平（養従甥） - 実業家

## 系譜
|              |              |              |              |              |              |  |  |            |            |            |            |            |            |  |  |            |          |          |          |          |          |  |  |              |            |            |            |            |            |  |  |            |          |          |          |          |          |  |  |          |          |          |          |          |          |  |  |
| 丸尾文右衛門 | 丸尾文右衛門 | 丸尾文右衛門 | 丸尾文右衛門 | 丸尾文右衛門 | 丸尾文右衛門 |  |  | 丸尾文六   | 丸尾文六   | 丸尾文六   | 丸尾文六   | 丸尾文六   | 丸尾文六   |  |  | 文六の娘   | 文六の娘 | 文六の娘 | 文六の娘 | 文六の娘 | 文六の娘 |  |  |              |            |            |            |            |            |  |  |            |          |          |          |          |          |  |  |          |          |          |          |          |          |  |  |
| 丸尾文右衛門 | 丸尾文右衛門 | 丸尾文右衛門 | 丸尾文右衛門 | 丸尾文右衛門 | 丸尾文右衛門 |  |  | 丸尾文六   | 丸尾文六   | 丸尾文六   | 丸尾文六   | 丸尾文六   | 丸尾文六   |  |  | 文六の娘   | 文六の娘 | 文六の娘 | 文六の娘 | 文六の娘 | 文六の娘 |  |  |              |            |            |            |            |            |  |  |            |          |          |          |          |          |  |  |          |          |          |          |          |          |  |  |
|              |              |              |              |              |              |  |  |            |            |            |            |            |            |  |  |            |          |          |          |          |          |  |  | 鎌三郎の子   | 鎌三郎の子 | 鎌三郎の子 | 鎌三郎の子 | 鎌三郎の子 | 鎌三郎の子 |  |  | 丸尾文治   | 丸尾文治 | 丸尾文治 | 丸尾文治 | 丸尾文治 | 丸尾文治 |  |  |          |          |          |          |          |          |  |  |
|              |              |              |              |              |              |  |  |            |            |            |            |            |            |  |  |            |          |          |          |          |          |  |  | 鎌三郎の子   | 鎌三郎の子 | 鎌三郎の子 | 鎌三郎の子 | 鎌三郎の子 | 鎌三郎の子 |  |  | 丸尾文治   | 丸尾文治 | 丸尾文治 | 丸尾文治 | 丸尾文治 | 丸尾文治 |  |  |          |          |          |          |          |          |  |  |
|              |              |              |              |              |              |  |  |            |            |            |            |            |            |  |  | 丸尾鎌三郎 |          |          |          |          |          |  |  |              |            |            |            |            |            |  |  |            |          |          |          |          |          |  |  |          |          |          |          |          |          |  |  |
|              |              |              |              |              |              |  |  |            |            |            |            |            |            |  |  |            |          |          |          |          |          |  |  | 鎌三郎の二女 |            |            |            |            |            |  |  |            |          |          |          |          |          |  |  |          |          |          |          |          |          |  |  |
|              |              |              |              |              |              |  |  |            |            |            |            |            |            |  |  |            |          |          |          |          |          |  |  |              |            |            |            |            |            |  |  |            |          |          |          |          |          |  |  |          |          |          |          |          |          |  |  |
|              |              |              |              |              |              |  |  |            |            |            |            |            |            |  |  |            |          |          |          |          |          |  |  |              |            |            |            |            |            |  |  | 水野彦治郎 |          |          |          |          |          |  |  |          |          |          |          |          |          |  |  |
|              |              |              |              |              |              |  |  |            |            |            |            |            |            |  |  |            |          |          |          |          |          |  |  |              |            |            |            |            |            |  |  |            |          |          |          |          |          |  |  |          |          |          |          |          |          |  |  |
|              |              |              |              |              |              |  |  |            |            |            |            |            |            |  |  |            |          |          |          |          |          |  |  | 水野彦次郎   |            |            |            |            |            |  |  |            |          |          |          |          |          |  |  |          |          |          |          |          |          |  |  |
|              |              |              |              |              |              |  |  |            |            |            |            |            |            |  |  |            |          |          |          |          |          |  |  |              |            |            |            |            |            |  |  | 水野成夫   | 水野成夫 | 水野成夫 | 水野成夫 | 水野成夫 | 水野成夫 |  |  | 水野誠一 | 水野誠一 | 水野誠一 | 水野誠一 | 水野誠一 | 水野誠一 |  |  |
|              |              |              |              |              |              |  |  |            |            |            |            |            |            |  |  |            |          |          |          |          |          |  |  |              |            |            |            |            |            |  |  | 水野成夫   | 水野成夫 | 水野成夫 | 水野成夫 | 水野成夫 | 水野成夫 |  |  | 水野誠一 | 水野誠一 | 水野誠一 | 水野誠一 | 水野誠一 | 水野誠一 |  |  |
|              |              |              |              |              |              |  |  |            |            |            |            |            |            |  |  |            |          |          |          |          |          |  |  |              |            |            |            |            |            |  |  |            |          |          |          |          |          |  |  |          |          |          |          |          |          |  |  |
|              |              |              |              |              |              |  |  |            |            |            |            |            |            |  |  |            |          |          |          |          |          |  |  |              |            |            |            |            |            |  |  |            |          |          |          |          |          |  |  | 水野惣平 |          |          |          |          |          |  |  |
|              |              |              |              |              |              |  |  |            |            |            |            |            |            |  |  |            |          |          |          |          |          |  |  |              |            |            |            |            |            |  |  |            |          |          |          |          |          |  |  |          |          |          |          |          |          |  |  |
|              |              |              |              |              |              |  |  | 丸尾徳三郎 | 丸尾徳三郎 | 丸尾徳三郎 | 丸尾徳三郎 | 丸尾徳三郎 | 丸尾徳三郎 |  |  | 丸尾勉     | 丸尾勉   | 丸尾勉   | 丸尾勉   | 丸尾勉   | 丸尾勉   |  |  |              |            |            |            |            |            |  |  |            |          |          |          |          |          |  |  |          |          |          |          |          |          |  |  |
|              |              |              |              |              |              |  |  | 丸尾徳三郎 | 丸尾徳三郎 | 丸尾徳三郎 | 丸尾徳三郎 | 丸尾徳三郎 | 丸尾徳三郎 |  |  | 丸尾勉     | 丸尾勉   | 丸尾勉   | 丸尾勉   | 丸尾勉   | 丸尾勉   |  |  |              |            |            |            |            |            |  |  |            |          |          |          |          |          |  |  |          |          |          |          |          |          |  |  |
|              |              |              |              |              |              |  |  |            |            |            |            |            |            |  |  |            |          |          |          |          |          |  |  |              |            |            |            |            |            |  |  |            |          |          |          |          |          |  |  |          |          |          |          |          |          |  |  |

- 赤地に太字が本人である。
- 係累縁者が多いため、丸尾文治の親族に該当する著名人のみ氏名を記載した。

## 略歴
- 1917年 - 静岡県にて誕生。
- 1940年 - 東京帝国大学農学部卒業[1]。
- 1940年 - 片倉製糸紡績入社。
- 1941年 - 東京帝国大学農学部副手[1]。
- 1946年 - 東京帝国大学農学部助手[1]。
- 1947年 - 東京大学農学部助手[1]。
- 1950年 - 東京大学農学部助教授[1]。
- 1953年 - 東京大学応用微生物研究所助教授[1]。
- 1958年 - 東京大学応用微生物研究所教授[1]。
- 1970年 - 日本生化学会会長[3]。
- 1970年 - 東京大学応用微生物研究所所長[1]。
- 1970年 - 東京大学評議員[1]。
- 1978年 - 東京大学定年退職[1]。
- 1988年 - 埼玉第一高等学校校長[1][13]。
- 2015年 - 死去[1]。

## 賞歴
- 1976年度 - 鈴木賞[14]。

## 栄典
- 1990年 - 勲三等旭日中綬章[1]。

## 著作

### 編纂
- 赤堀四郎等編『酵素研究法』1巻、朝倉書店、1955年。
- 赤堀四郎等編『酵素研究法』2巻、朝倉書店、1956年。
- 赤堀四郎等編『酵素研究法』3巻、朝倉書店、1957年。
- 赤堀四郎等編『酵素研究法』4巻、朝倉書店、1961年。
- 丸尾文治編『細菌における遺伝子発現』学会出版センター、1981年。
- 上代淑人ほか編集『酵素ハンドブック』朝倉書店、1982年。ISBN 4254170416
- 丸尾文治編『バイオテクノロジー――生化学から物質生産へ』学会出版センター、1985年。ISBN 4762284300

### 寄稿・分担執筆、等
- 赤堀四郎・田宮博共編『酵素化学の進歩』2集、共立出版、1950年。
- 山崎一雄・江上不二夫共著『化学の研究』7集、朝倉書店、1950年。
- 大谷書店編集部編『澱粉応用の研究』大谷書店、1951年。
- 坂口謹一郎・朝井勇宣共編『酵素――その理論と応用』朝倉書店、1952年。
- 生物化学ハンドブック編集委員会編『生物化学ハンドブック』新版2版、技報堂、1953年。
- 江上不二夫等編『標準生化学実験』文光堂、1953年。
- 二国二郎等著『澱粉化学』増補版、朝倉書店、1955年。
- 戸苅義次等編『作物の生理生態』朝倉書店、1955年。
- 生物化学ハンドブック編集委員会編『生物化学ハンドブック』新版、技報堂、1962年。
- 大木道則等編『新しい化学』10巻、共立出版、1962年。
- 赤堀四郎・冲中重雄監修『臨床酵素学』朝倉書店、1964年。
- 石川晋次等編『細胞生物学』共立出版、1967年。
- 中原和郎・藤井隆・三浦義彰編『細胞生物学』朝倉書店、1967年。
- 三輪知雄等著『生物学の進歩と生物教育』大日本図書、1967年。
- 勝木保次等監修者『生命と科学』3巻、共立出版、1967年。

### 翻訳
- J. ボナー著、山田登・丸尾文治共訳『植物生化学』朝倉書店、1954年。
- Thomas H. Jukes著、丸尾文治監訳『進化――その分子生物学的考察』共立出版、1969年。

## 門下生
- 安藤忠彦[10]
- 篠田晃[10]
- 赤沢尹己[10]
- 塚野豊[10]
- 赤沢尭[10]
- 明石武和[10]
- 山本出[10]
- 飯村康二[10]
- 大岳望[10]
- 内藤博[10]
- 野口駿[10]
- 山内邦男[10]
- 松橋通生[10]
- 丸山芳治[10]
- 西村暹[10]
- 細田淳子[10]
- 吉川寛[10]
- 三井恵津子[10]
- 大石道夫[10]
- 水野重樹[10][12]
- 高木正道[10][11]
- 北山滋[10][11]
- 長田嘉穂[10][11][12]
- 陳慶三[10]
- 松沢洋[10][11]
- 上領達之[10][11]
- 中里紘[10]
- 山口和男[10][11]
- 榊佳之[10][12]
- 松崎博[10]
- 瀬戸裕之[10][12]
- 田矢洋一[10][12]
- 大川いずみ[10][12]
- 西川義尚[10][12]
- 米田祐康[10][11][12]
- 大沢久夫[10][12]
- 鹿島孝二[10]
- 小此木研二[10]
- 四宮象二[10]
- 上原博[10][11][12]
- 太田明徳[10][12]
- 鮎沢大[10][12]
- 増田力[10][12]
- 山内啓正[10][12]
- 野村慎太郎[10][12]
- 上野茂典[10]
- 三瀬静男[10]
- 小林俊秀[10]

### 註釈
1. ↑  静岡県立農事試験場茶業部は、のちに静岡県農林技術研究所茶業研究センターの源流の一つとなった。
2. ↑  東京大学応用微生物研究所は、のちに東京大学定量生命科学研究所の源流の一つとなった。
3. ↑  埼玉第一高等学校は、のちに開智高等学校の源流の一つとなった。
4. ↑  遠江国城東郡池新田村は、のちの静岡県御前崎市に該当する。
5. ↑  浜松県榛原郡堀野新田村は、のちの静岡県牧之原市に該当する。
6. ↑  笠南公民実業学校は、のちに静岡県立池新田高等学校、静岡県立横須賀高等学校の源流の一つとなった。
7. ↑  池新田村外九か村組合立池新田農学校は、のちに静岡県立池新田高等学校、静岡県立横須賀高等学校の源流の一つとなった。

## 関連人物
- 川上行蔵
- 鈴木梅太郎